# Кузьміна Олена Олександрівна
Кузьміна Олена Олександрівна (1909—1979) — популярна радянська кіноактриса. Народна артистка РРФСР (1950). Лауреат трьох Сталінських премій (1946, 1948, 1951).

## З життєпису
Народилася 17 лютого 1909 р. в Тбілісі. Померла 15 жовтня 1979 р. в Москві. Закінчила Ленінградський інститут сценічних мистецтв (1930).
Знялась у стрічках: «Одна» (1931), «Три солдата» (1932), «Околиця» (1933), «Мрія» (1943), «Людина № 217» (1945), «Російське питання» (1948), «Секретна місія» (1950) та ін., в українському фільмі «Вершники» (1939, Оксана).
Похована в Москві на Новодівичому кладовищі.

### Сім'я
- Перший чоловік — кінорежисер Б. В. Барнет (від шлюбу дочка Наталя)
- Другий чоловік — кінорежисер М. І. Ромм, з яким актриса познайомилася на зйомках фільму «Тринадцять» у 1936 році.